# Santiago (Nuevo León)
Santiago é um município do estado de Nuevo León, no México. 
Em 2005, o município possuía um total de 37.886 habitantes.